# Heleysundet
L'Heleysundet è lo stretto che separa l'isola di Barentsøya dall'isola di Spitsbergen. Entrambe le isole fanno parte dell'arcipelago delle isole Svalbard, in Norvegia.
L'area è caratterizzata da forti correnti di marea, fino a 10 nodi (18 km/h) a causa del grande volume d'acqua che attraversa lo stretto.

## Storia
Lo stretto venne scoperto nel 1617 dalla nave John Ellis, inviata dalla Russia Company per esplorare la zona sud-est di Spitsbergen. Il nome dello stretto deriva dal vice-ammiraglio inglese William Heley.